# Municipio de Clay (condado de Polk)
El municipio de Clay (en inglés: Clay Township) es un municipio ubicado en el condado de Polk en el estado estadounidense de Iowa. En el año 2010 tenía una población de 16022 habitantes y una densidad poblacional de 254,85 personas por km².

## Geografía
El municipio de Clay se encuentra ubicado en las coordenadas 41°38′40″N 93°27′52″O / 41.64444, -93.46444. Según la Oficina del Censo de los Estados Unidos, el municipio tiene una superficie total de 62.87 km², de la cual 62.87 km² corresponden a tierra firme y (0%) 0 km² es agua.

## Demografía
Según el censo de 2010, había 16022 personas residiendo en el municipio de Clay. La densidad de población era de 254,85 hab./km². De los 16022 habitantes, el municipio de Clay estaba compuesto por el 95.21% blancos, el 1.04% eran afroamericanos, el 0.15% eran amerindios, el 1.14% eran asiáticos, el 0.15% eran isleños del Pacífico, el 0.86% eran de otras razas y el 1.45% pertenecían a dos o más razas. Del total de la población el 2.83% eran hispanos o latinos de cualquier raza.